# Allgäuroute
De Allgäuroute voor EuroCity's is een groep EuroCity-treinen op de route Zürich - München, die gebruikmaken van Allgäubahn.

## Geschiedenis
Op 15 december 2002 is de EuroCitydienst tussen München en Zürich voortgezet zonder namen voor de betrokken treinen. De EC Angelika Kauffmann werd vervangen door een ICE gereden met ICE-TD materieel, terwijl de EC Gottfried Keller, EC Albert Einstein en EC Bavaria naamloos in de dienstregeling zijn ondergebracht. Op 14 december 2003 is de ICE dienst weer vervangen door getrokken materieel. De treinnummering binnen deze dienstregeling is in volgorde van vertrek uit Zürich, waarbij de oneven nummers worden gebruikt. De retourrit vindt plaats onder de even nummers in omgekeerde volgorde van vertrek uit München.

## Rollend materieel
De treinen zijn geheel samengesteld uit rijtuigen van de Zwitserse federale spoorwegen. In Duitsland worden de treinen getrokken door een diesellocomotief van de serie 218, tussen Lindau en Zürich worden Zwitserse Re 4/4 II locomotieven, met voor Oostenrijk aangepaste stroomafnemers, ingezet.

## Route en dienstregeling
| EC 190 | EC 192 | EC 194 | EC 196 | land        | station           | km  | EC 191 | EC 193 | EC 195 | EC 197 |
| ------ | ------ | ------ | ------ | ----------- | ----------------- | --- | ------ | ------ | ------ | ------ |
| 18:11  | 13:53  | 12:13  | 08:12  | Duitsland   | München Hbf       | 0   | 11:57  | 14:01  | 17:48  | 21:56  |
|        |        |        |        | Duitsland   | Kempten in Allgäu | 131 |        |        |        |        |
|        |        |        |        | Duitsland   | Lindau            | 221 |        |        |        |        |
|        |        |        |        | Oostenrijk  | Bregenz           | 231 |        |        |        |        |
|        |        |        |        | Zwitserland | St. Margrethen    | 245 |        |        |        |        |
|        |        |        |        | Zwitserland | St. Gallen        | 272 |        |        |        |        |
|        |        |        |        | Zwitserland | Winterthur        | 329 |        |        |        |        |
| 22:23  | 18:27  | 16:27  | 12:27  | Zwitserland | Zürich HB         | 355 | 07:33  | 09:33  | 13:33  | 17:33  |